# Överkalix
Överkalix er et byområde i Överkalix kommun i Norrbottens län i Sverige. I 2010 var indbyggertallet 975.